# NSTG Mariaschein
Die Nationalsozialistische Turngemeinde Mariaschein (kurz: NSTG Mariaschein) war ein Sportverein mit Sitz im heutigen Ortsteil Bohosudov der tschechischen Stadt Krupka.

## Geschichte
Die NSTG stieg zur Saison 1941/42 aus der Bezirksliga in die Gauliga Sudetenland auf und wurde dort in die Staffel Mitte eingegliedert. Nach dieser Saison landete die Mannschaft mit 8:12 Punkten auf dem vierten Platz der Tabelle. Allerdings zog sich die Mannschaft am Ende der Saison auch wieder zurück. Danach spielte die Mannschaft nicht mehr in der ersten Liga. Nach der Kapitulation des Deutschen Reiches wurde der Reichsgau Sudetenland wieder in die Tschechoslowakei eingegliedert. Spätestens da wurde der Verein auch aufgelöst.